# SZNZ: Autumn
SZNZ: Autumn es el noveno EP de la banda de rock estadounidense Weezer y el tercero de cuatro EP en su proyecto SZNZ. Fue lanzado digitalmente el 22 de septiembre de 2022, coincidiendo con el equinoccio de septiembre . Weezer tocó una de las canciones del EP, "What Happens After You?", en Jimmy Kimmel Live! el día antes de su estreno.

## Antecedentes
Según Rivers Cuomo, el sonido del disco reflejaría artistas de 'dance-rock' como Franz Ferdinand y The Strokes. También mencionó que el EP incluiría sintetizadores.
Cuomo describió la emoción general del proyecto como ansiedad.
La ubicación temática y estética del álbum se describió como ambientada en "El Monte de las Bienaventuranzas", siendo su era asociada la pasión y la última cena, junto con los juicios de brujas de Salem.

## Lanzamiento
A diferencia de los otros lanzamientos de SZNZ, Autumn no tuvo un sencillo principal. Weezer lanzó oficialmente SZNZ: Autumn el 22 de septiembre de 2022, el día del equinoccio de otoño.
Un video musical de "What Happens After You?" fue lanzado el 29 de noviembre de 2022.

## Lista de canciones
Todas las canciones escritas y compuestas por Rivers Cuomo, excepto donde se indique. 
| N.º | Título                             | Duración |  |
| 1.  | «Can't Dance, Don't Ask Me»        | 3:01     |  |
| 2.  | «Get Off on the Pain»              | 3:31     |  |
| 3.  | «What Happens After You?»          | 3:19     |  |
| 4.  | «Francesca»                        | 3:27     |  |
| 5.  | «Should She Stay or Should She Go» | 3:35     |  |
| 6.  | «Tastes Like Pain»                 | 2:02     |  |
| 7.  | «Run, Raven, Run»                  | 5:14     |  |

| Pista extra exclusiva en vinilo |                      |          |  |
| N.º                             | Título               | Duración |  |
| 8.                              | «The Way I Hate You» |          |  |

## Personal
Weezer
- Rivers Cuomo - voz principal, guitarras, coros
- Brian Bell - guitarras, coros
- Patrick Wilson – batería
- Scott Shriner - bajo, coros

- Robopop – producción
- Suzy Shinn - producción adicional
- Tyler Cole - producción adicional